# Krishnapersad Khedoe Museum
Het Krishnapersad Khedoe Museum is een museum in Wanica, Suriname. Het bevindt zich aan de Noordpolderdam ten westen van  Paramaribo. Het museum is te bezoeken wanneer de familie thuis is.
Krishnapersad Khedoe (1940–2018) woonde en werkte in dit huis als kunstenaar en bracht meer dan honderdvijftig kunstwerken voort. Als beeldhouwer werd hij bekend om het beeldenpaar Baba en Mai aan de Kleine Combéweg in Paramaribo en het standbeeld van Jai Kisan op de Kwattamarkt, maar ook om de vele godsbeelden die een plek in tempels hebben gevonden.
Tijdens de opening van het museum op 20 januari 2018 werd ook een borstbeeld van hemzelf onthuld, in Nederland gemaakt door Roel van den Burg. De officiële opening van het museum werd voltrokken door vicepresident Ashwin Adhin en het borstbeeld werd onthuld door weduwe Lilawatie Khedoe-Harnam.
Prominenten spraken met loftuitingen over het leven van Khedoe, zoals vicepresident Adhin, voorzitter Chan Santokhi van de VHP, minister Soeresh Algoe van LVV, voorzitter Shabier Ishaak van de SHI (Stichting Hindoestaanse Immigratie), voorzitter Aniel Manurat van de CUS (Culturele Unie Suriname) en diverse sprekers meer.
Een bijzonder stuk in de collectie is de eerste versie van Baba van het kunstwerk Baba en Mai dat de aankomst van de eerste Hindoestaanse immigranten uitbeeldt. Begin 1993 had Khedoe het in de auto geladen en vrijwel meteen na vertrek viel het van de achterbank waarbij beide armen eraf braken. De oplevering liep daardoor maanden vertraging op. Khedoe bewaarde het beeld zonder armen op zijn voorerf. Het stond onder twee wilgen op een autovelg langs de trens. Sinds de opening van het museum staat het op een sokkel voor de ingang. Ook de naam in combinatie met de volgorde liep niet helemaal goed. De naam van het beeld is Baba en Mai en van links naar rechts zijn Mai en Baba te zien.